# Alvesia
Alvesia es un género con 3 especies de plantas con flores perteneciente a la familia Lamiaceae. Es originario del centro y este de África tropical.

## Distribución
Es nativo de África.

## Taxonomía
El género fue descrito por Friedrich Welwitsch y publicado en Transactions of the Linnean Society of London 27: 55, t. 19. 1869. La especie tipo es: Alvesia rosmarinifolia

## Especies aceptadas
A continuación se brinda un listado de las especies del género Alvesia aceptadas hasta septiembre de 2014, ordenadas alfabéticamente. Para cada una se indica el nombre binomial seguido del autor, abreviado según las convenciones y usos.	
- Alvesia clerodendroides
- Alvesia cylindricalyx
- Alvesia rosmarinifolia